# Seznam francoskih zgodovinarjev
Seznam francoskih zgodovinarjev.

## A
- Pierre Abramovici
- Luc d'Achéry
- Jean-Jacques Ampère
- Raymond Aron ?
- François-Alphonse Aulard

## B
- Dominique Barjot
- Jacques-Martin Barzun (francosko-ameriški)
- Hilaire Belloc (francosko-angleški)
- Jérémie Benoît (umetnostni)
- Jean-Marc Berlière
- Joseph Louis Francois Bertrand
- Pierre Birnbaum
- Louis Blanc
- Jean-Paul Bled
- Annie Bleton-Ruget
- François Bluche
- Marc Bloch
- Jean Bodin
- Jean Bolland
- Auguste Boppe
- Dominique Borne
- Patrick Boucheron
- Marc Bouloiseau
- Pierre Bouet
- Pierre Léon Boutroux (znanost)
- Frédéric Bozo
- Fernand Braudel
- Louis Bréhier
- François Broche
- Ferdinand Brunti`ere (1849-1906)
- Claude Buffier
- Patrick Buisson

## C
- Patrick Cabanel
- Georges Canguilhem?
- Jean Cassou
- Georges Castellan
- Bernard Ceysson
- Jean-François Champollion
- Pierre François Xavier de Charlevoix
- Roger Chartier
- André Chastel (umetnostni) (1912–1990)
- Constantin François de Chassebœuf /comte de Volney
- François-René de Chateaubriand
- François Châtelet
- Pierre Chaunu
- André Clot
- (Jean Clottes)
- Augustin Cochin
- Olivier Compagnon
- Alain Corbin
- Géraud de Cordemoy
- Auguste Cornu
- Dominique de Courcelles
- René Coty

## D
- Gilbert Dagron
- Gilbert Dahan
- Pierre Daix (1922–2014) (umetnostni)
- Gabriel Daniel
- Catherine David (umetnostna)
- Alain Decaux
- Serge Dewel
- Adolphe Napoléon Didron
- Charles Diehl
- Laurence Bertrand Dorléac (umetnostni: sodobna umetnost)
- François Dosse
- Maurice Druon ?
- Georges Duby
- Pierre Duhem
- Adolphe (Jules César Auguste) Dureau de la Malle
- Jean-Baptiste Duroselle
- Georges Dumézil

## E
- Einhard (Einhardus)
- André Encrevé
- René Étiemble (1909-2002)

## F
- Edgar Faure
- Élie Faure (umetnostn./film.teor.)
- René Favier
- Lucien Febvre
- Laurence Fontaine
- Olivier Forcade
- Pierre Francastel (1900-1970) (umetnostni)
- Jacques Frémeaux
- Henri Fréville
- Jean Froissart
- Frantz Funck-Brentano
- François Furet

## G
- Maurice Garden
- Jean Garnier
- Marcel Gauchet
- Claude Gauvard
- Pierre Gaxotte
- Véronique Gazeau
- Gérard Genette
- François Georgeon
- René Girard
- René Grousset
- Henri Guillemin
- François-Pierre Guizot (François Guizot)
- Marius-François Guyard (1921-2011)

## H
- Daniel Halévy
- Gabriel Hanotaux
- Louis Hautecoeur (arhitekturni)
- Paul Hazard (literarni/kulturni)
- Yves-Marie Hilaire
- Paul Huvelin

## I
- François Icher
- Robert Ilbert

## J
- Claude Jeancolas?
- Jean-Noël Jeanneney
- Philippe Joutard

## K
- Alexandre Koyré

## L
- Pierre Laborie
- Ernest Labrousse (1895-1988)
- Jean Lacouture (1921-2015)
- Jean-Marie de La Mure
- Joseph Laniel
- Gustav Lanson
- Georges Lefebvre (1874-1959)
- Jacques Le Goff
- Serge Lemoine (umetnostni)
- Jacques Le Rider
- Tony Lévy?

## M
- Jean Mabillon
- Jean-François Marmontel
- Edmond Martène
- Gaston Maspero
- Henri Maspero
- Albert Mathiez
- Jean-Marie Mayeur
- Claude Mazauric
- Pierre Mélandri
- Pierre Messmer
- Hélène Miard-Delacroix
- Jules Michelet
- Gabriel Millet (bizantolog)
- Pierre Milza
- Claudine Monteil
- Claude Mossé
- Jean-François Muracciole

## N
- Gérard Nahon
- Michel Narcy
- Philippe Nivet
- Gérard Noiriel
- Pierre Nora

## P
- Denis Peschanski
- Patrice Pinell ?
- Jean-Luc Pinol
- Jacques Portes
- François Pouqueville

## Q
- Edgar Quinet

## R
- Madeleine Rebérioux
- Ernest (Joseph-Ernest) Renan
- Pierre Renouvin
- Pierre Riché
- Jean-Pierre Rioux
- Charles Rollin
- Georges Roque (umetnostni)
- George Rudé
- Élisabeth Roudinesco
- Jean-Christophe Rufin

## S
- Georges Sadoul (filmski)
- Alfred Sauvy
- Joseph Justus Scaliger
- Henri Sée
- Charles Seignobos (1854-1942)
- Jean-François Sirinelli
- Albert Soboul (1914–1982)
- Albert Sorel (1842–1906)
- (Jean-Jacques Soudeille)
- Georges-Henri Soutou
- (Boris Souvarine)

## T
- Hippolyte Taine
- Albert Thibaudet
- Augustin Thierry
- Adolphe Thiers
- Alexis de Tocqueville

## U
- Abdolonyme Ubicini

## V
- Maurice Vaïsse
- André Vauchez
- Dominique Venner
- Jean-Pierre Vernant
- Paul Veyne
- Pierre Vidal-Naquet
- Pierre Vilar (1906-2003)
- Abel-François Villemain (1790-1870) (literarni)
- Roland Villeneuve (1922-2003) ?
- Bernard Vincent
- Volney (Constantin François de Chassebœuf)
- Michel Vovelle
- Émile Vuillermoz (muzikolog, glasbeni zgodovinar, filmski teoretik)

## W
- Maya Widmaier-Picasso (umetnostna)

## Y
- (Marguerite Yourcenar)?

## Z
- André Zysberg